# Мориба, Илайш
Мориба Курума Курума (исп. Moriba Kourouma Kourouma), более известный как Илайш Мориба (исп. Ilaix Moriba, каталанский: [iˈɫaʃ muˈɾiβə]; родился 19 января 2003 года) — испанский и гвинейский футболист, полузащитник испанского клуба «Сельта» и национальной сборной Гвинеи.
Из-за его физических качеств и творческих способностей Мориба сравнивают с французским футболистом Полем Погба.

## Ранние годы
Мориба родился в Конакри, Гвинея. Мать — гвинейка, отец — либериец. Он имеет гражданство Испании и Гвинеи. Мориба мусульманин.

## Клубная карьера
Мориба перешёл в «Барселону В» из «Эспаньола» в 2010 году. 8 марта 2020 года в матче против «Льягостеры» забил свой первый гол за команду.
21 января 2021 года в 1/16 финала Кубка Испании, в матче против «Корнельи», Мориба дебютировал за основную команду «Барселоны».
6 марта 2021 года в 26 туре чемпионата Испании, в игре против «Осасуны», отметился первым голом за «Барселону».

## Достижения

### Командные
«Барселона»
- Обладатель Кубка Испании: 2020/21

## Статистика

### Клубная
| Клуб             | Сезон            | Лига | Лига | Лига             | Кубок | Кубок | Кубок            | Еврокубки | Еврокубки | Еврокубки        | Итого | Итого | Итого            |
| Клуб             | Сезон            | Игры | Голы | Голевые передачи | Игры  | Голы  | Голевые передачи | Игры      | Голы      | Голевые передачи | Игры  | Голы  | Голевые передачи |
| ---------------- | ---------------- | ---- | ---- | ---------------- | ----- | ----- | ---------------- | --------- | --------- | ---------------- | ----- | ----- | ---------------- |
| → Барселона Б    | 2019/20          | 11   | 1    | 1                | 0     | 0     | 0                | 0         | 0         | 0                | 11    | 1     | 1                |
| → Барселона Б    | 2020/21          | 11   | 1    | 1                | 0     | 0     | 0                | 0         | 0         | 0                | 11    | 1     | 1                |
| → Барселона Б    | Итого            | 22   | 2    | 2                | 0     | 0     | 0                | 0         | 0         | 0                | 22    | 2     | 2                |
| Барселона        | 2020/21          | 7    | 1    | 3                | 3     | 0     | 0                | 1         | 0         | 0                | 11    | 1     | 3                |
| Барселона        | Итого            | 7    | 1    | 3                | 3     | 0     | 0                | 1         | 0         | 0                | 11    | 1     | 3                |
| Всего за карьеру | Всего за карьеру | 29   | 3    | 5                | 3     | 0     | 0                | 1         | 0         | 0                | 33    | 3     | 5                |